# Trent Rockets
Die Trent Rockets sind ein englisches Cricket-Franchise aus Nottingham, das seit dem Jahr 2021 mit einem Männer- und einem Frauen-Team an dem Cricket-Wettbewerb The Hundred teilnimmt.

## Geschichte
Nach der Verkündung der Teilnahme der Teams an The Hundred im Jahr 2019 wurde der Neuseeländer Stephen Fleming als Coach des Männer-Teams vorgestellt, der vor der ersten Saison durch Andy Flower ersetzt wurde. Als assoziierte Counties wurden Derbyshire, Leicestershire und Nottinghamshire bekanntgegeben. Als Kapitäne wurde bei den Männern Lewis Gregory und bei den Frauen Natalie Sciver benannt. In der ersten Saison schied das Frauenteam in der Vorrunde aus, während das Männerteam als Gruppendritter ins Halbfinale einzog. Dort verloren sie mit 7 Wickets gegen die Southern Brave. Im Jahr darauf konnten die Frauen als Gruppendritte ebenfalls ins Halbfinale einziehen und verloren dort gegen die Southern Brave mit zwei Runs. Die Männer belegten den ersten Platz in der Vorrunde und zogen so direkt in das Finale ein, wo sie sich mit einem Sieg gegen die Manchester Originals mit zwei Wickets den Titel sichern konnten. In den folgenden beiden Jahren konnte keines der Teams die Vorrunde überstehen.

## Abschneiden inThe Hundred

### Frauen
Das Frauen-Team schnitt in The Hundred wie folgt ab:
| Jahr | Spiele | Siege | Niederlagen | No Result | Endplatzierung (Vorrunde) |
| ---- | ------ | ----- | ----------- | --------- | ------------------------- |
| 2021 | 8      | 4     | 4           | 0         | Vorrunde (7/8)            |
| 2022 | 6      | 3     | 3           | 0         | Dritter (3/8)             |
| 2023 | 8      | 3     | 4           | 1         | Vorrunde (4/8)            |
| 2024 | 8      | 4     | 4           | 0         | Vorrunde (5/8)            |

### Männer
Das Männer-Team schnitt in The Hundred wie folgt ab:
| Jahr | Spiele | Siege | Niederlagen | No Result | Endplatzierung (Vorrunde) |
| ---- | ------ | ----- | ----------- | --------- | ------------------------- |
| 2021 | 8      | 5     | 3           | 0         | Dritter (3/8)             |
| 2022 | 8      | 6     | 2           | 0         | Sieger (1/8)              |
| 2023 | 8      | 3     | 4           | 1         | Vorrunde (5/8)            |
| 2024 | 8      | 4     | 4           | 0         | Vorrunde (5/8)            |